# Delia Brândușescu
Delia Brândușescu (n. 12 octombrie 1954, Arad, România) este un sculptor român.

## Biografie
- Studii: Institutul de Arte Plastice „Nicolae Grigorescu” București, specializarea sculptură, promoția 1977.
- Doctorand în Arte Vizuale din 2005, IOSUD, Universitatea de Vest din Timișoara, Facultatea de Arte.

Membră în asociații profesionale:
- 1981 - Uniunea Artiștilor Plastici, (UAP), România
- 1989 - Berufsverband Bildender Künstler, (BBK), Rheinland-Pfalz, Germania
- 1995 - International Associations of Art UNESCO (IAA-AIAP)

## Lucrări

### Sculpturi monumentale expuse în spațiul public

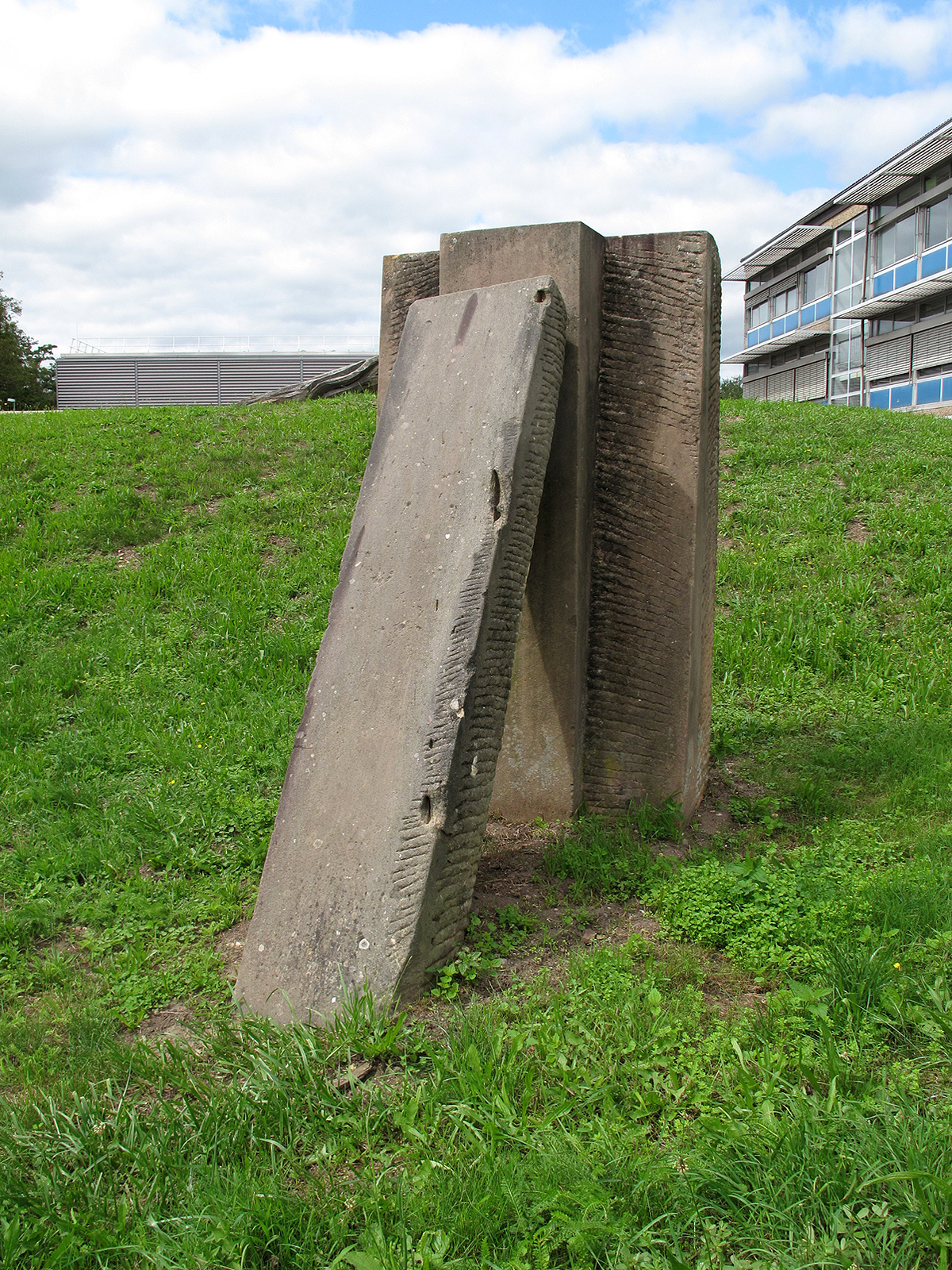
Comuniune, piatră sandstein, 2,60 x 1,60 x 4m, Kandel

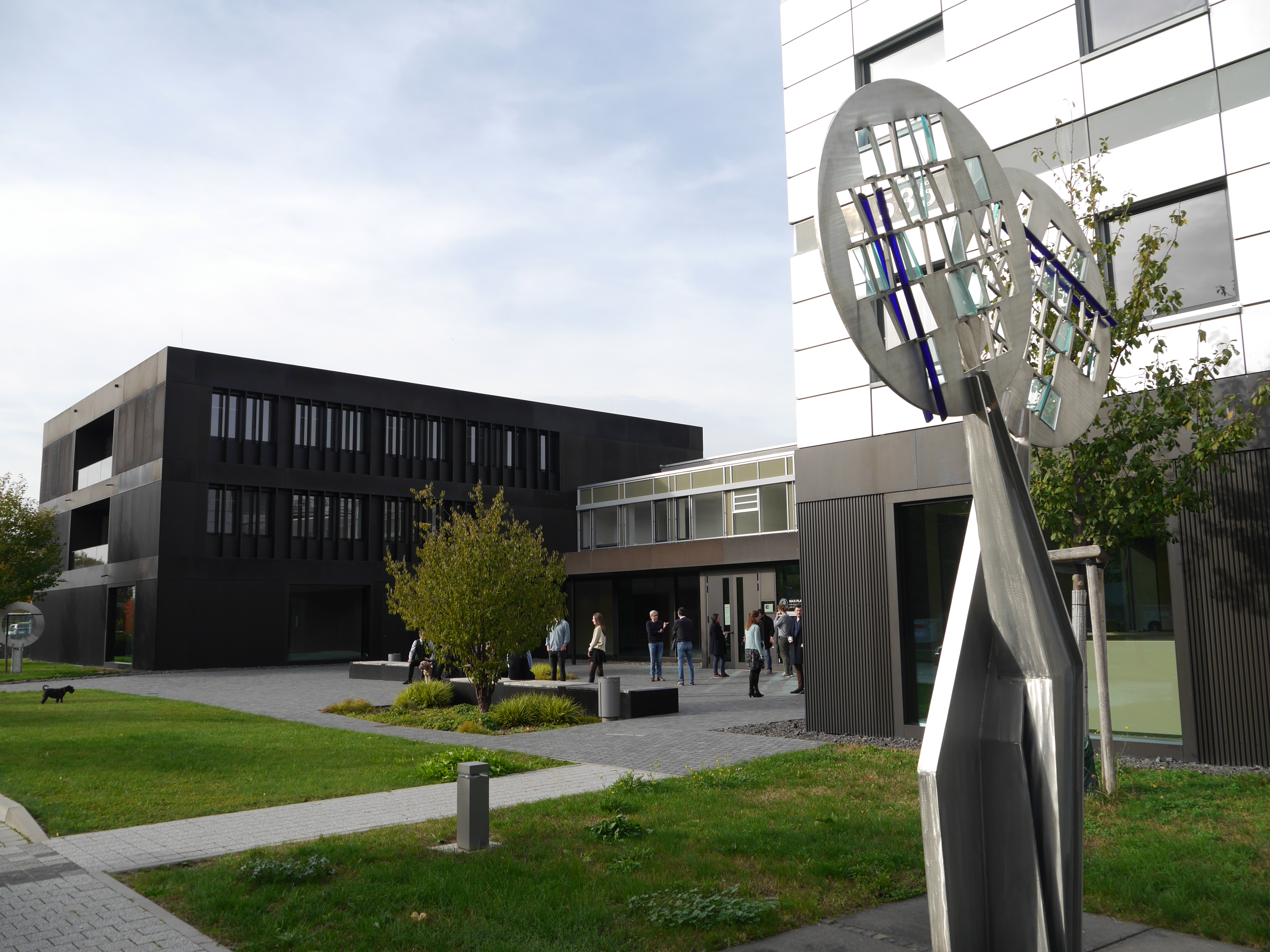
Institutul „Max Planck” din Heidelberg

- Disc, piatră Podeni, 2x1,50x2,30m, parcul malul Mureșului, Arad, România, 1980
- Meditație, piatră travertin, 1,50x0,80x2m, parcul malul Mureșului. Arad, România, 1981
- Vatra, piatră travertin, 2,10x5x1,50m, parcul de sculpturi, Căsoaia, (Zărand), România, 1984
- Drumul apei, marmură 9x1,40x90m, parcul de sculpturi Villany, Ungaria, 1985
- Proiect, piatră sandstein, lemn, funie, 16x16x16m, parcul Drumul sculpturii, Karlstal, Germania, 1990
- Comuniune, piatră sandstein, 2,60x1,60x4m, parcul liceului textil, Kandel, Germania, 1993[4]
- Interferențe, granit de Himalaia, 9x2,80x1,80m, cartier nou, intersecție de drumuri, Kaiserslautern, Germania, 1993
- Fântână, piatră sandstein, 2,60x1,60x4m Bobenheim-Roxheim, 1994
- Fântâna, proiect, model 1:1, lemn, carton colorat, 14x7x5m, piața centrală Betzenberg, Kaiserslautern, Germania, 1996-1998
- Cumpana, piatră limstone, 1,60x1x3m, parcul Muzeul Pietrei, Sprimont, Belgia, 2001
- Calendar solar, piatră, griblură gri, nisip galben, 2x14x9m, parcul orașului, Cogealac, Constanța, România, 2006

### Proiecte și programe de artă monumentală „Kunst am Bau”
- 1991 Privat, sculptura monumentală în granit în cartierul de locuințe Kaiserslautern-Einsiedlerhof, Germania
- 1992 St. Christoforus, Casa de ajutor și resocializare, Kaiserslautern, Germania
- 1995 Spitalul de copii cu handicap, Ludwigshafen-Oggersheim, Germania
- 1995 Institutul „Max Planck” pentru drepturile omului și popoarelor, Heidelberg-Neuenheimerfeld, Germania
- 1998 Teatrul de stat Mainz, „Kleines Haus”, Kunst am Bau, Germania
- 1999 Reamenajarea ambientală a centrului localității Niederalben, Germania
- 2000-2001 Concurs proiecte arta , Kirchen-Träume , Evang.-Katholische Kirchen, Karlsruhe, Bad Bergzabern, Wissembourg, Germania și Franța

## Expoziții

### Expoziții de grup
- 1978-1988 - Atelier 35, Arad (Ro)
- 1980-1986 - Expozițiile Estetica Urbană, Arad (Ro)
- 1984/85/88 - Expoziția Tinerilor Artiști, Alba, Târgu Mureș, Baia Mare (Ro)
- 1978-1988 - Expozițiile Republicane, București (Ro)
- 1981 - Bekescsaba, Oroshaza (H)
- 1988 - International Sculpture-Biennal, Ravenna (It)
- 1990 - Museum of Ceramics, Hohr-Grenzhausen (De)
- 1993 - Kunstmesse, Pirmasens (De), Castelul Hambach (De)
- 1995 - Pfalzgalerie, Kaiserslautern (De)
- 1998 - Waterman Art Center, Londra (UK), Warberg Museum (S)
- 2000 - Bienala Internațională de Sculptură Mică, Galeria Delta, Arad (Ro)
- 2001 - Bienela de Sculptură Monumentală, Chateau d’Oupeye/Durby (Be), L’Utopia Mailart, Vincenza (It), Zenthaus Gallery, Jockgrimm (De)
- 2001 - 1999, Bienala Internațională de Desen, Galeria Delta, Arad (Ro)
- 2002 - 1999 Salonele anuale de Artă, Galeria Delta, Arad (Ro)
- 2004/1994 - Theodor-Zink-Museum, Kaiserslautern (De)
- 2005/06/07 - Muzeul de Artă Modernă, Blaj (Ro)
- 2006 - Galeria Senso, Galeria Orizont, București (Ro)
- 2007 - MaijArt (Se), Muzeul Brukenthal, Sibiu (Ro)

### Simpozioane și tabere de sculptură
- 1981/1980 - Valea Mureșului, Arad (Ro)
- 1984 - Căsoaia, Zărand (Ro)
- 1985 - Villany (Hu)
- 1990 - Skulpturenweg Rheinland-Pfalz; Karlstal (De)[5][6]
- 1993 - Kandel (De)[4]
- 1995 - Bobenheim-Roxheim (De)
- 2001 - Sprimont (Be)
- 2005 - Blaj (Ro)
- 2006 - Cogealac, Constanța, Blaj (Ro)
- 2007 - MaijdArt, Maidan (Se), Terra Kikinda (Se), Blaj (Ro), Sibiel (Ro)

### Expoziții personale
- 1988 - Galleria Alfa (Ro)
- 1991 - Taubengarten Gallery, Grünstadt (De), Reichsrat von Buhl, Deidesheim (De), Biserica Sfântul Petru, Worms (De)
- 1997 - Stadtsparkasse, Kaiserslautern (De), City Council, Enkenbach-Alsenborn (De)
- 1998 - Centrul Justiției Kaiserslautern (De)
- 1999 - Red Cross, Saarbrücken (De)
- 2003 - Monika Beck Gallery, Homburg, Saarland (De)
- 2005 - Zeitstrahl, Kaiserslautern (De)
- 2007 - Galeria Delta, Arad (Ro)

## Lucrări și cronică
|  | ...Numele Delia Brândușescu amintește miraculos de trandafillos-ul cu număr (in)finit de petale, așa cum apare celebrul roman umbertian ca metaforă labirintică, potrivit hermeneuticii propusă de Florin Chirițescu… Sculptura în piatră poate să fie, mai mult ca orice, o expresie a credinței, așa cum opera sculpturii în sine poate să funcționeze ca sinecdocă a muntelui însuși, a justificării spațiului în expansiunea lui plastică, deopotrivă centrifugală, în perspectiva orizontalității, ca și verticală, în nebănuitul zenital, cu un punct de fugă mereu ascensional și imperceptibil cu resursele senzioralității. Trebuie înțeleasă sculptura Deliei Brândușescu în multiplicitatea aspectelor sale. Monolitismul este doar o aparență în propunerile sale sculpturale, cunoscând o accentuată dimensiune a disimulării. În primul rând prin fragmentarea acestei unități care, răspândite în peisaj, configurează trasee nebănuite până atunci. De altfel, această energie centrifugală se resimte încă din lucrări mai timpurii, jocul de planuri a acestora, mărturisind-o în mod explicit. Intervențiile cu ajutorul altor materiale, se înscriu în aceeași constantă. Apoi pendularea între land și art și Kunst am Bau. Cu alte cuvinte, rezonanțele și aluziile arhitecturale, indiferent dacă este vorba de mediul urban, în care sculptorul vine cu o echivalare a inițiativelor antropogene, deja existente, sau de cel natural în care pur și simplu propune o formă insolită. Canonul impus pietrei de către Delia Brândușescu nu este întotdeauna o asceză, ci o “legare” a pietrei, o formă de îmblânzire a ei cu ajutorul “firul ariadnic” și eshatologic al unui context mitologic, în care „monstrul” este luat în posesie. Monstrul, în sensul borgesian, originar, de „entitate demnă de a fi arătată” sau „demonstrabilă”. Pe de altă parte, așa cum există o hotărnicie (Piatra de hotare a lui Karl Prantl sau a lui Constantin Brâncuși) există și o cumpănire, care este nu numai balansul mereu orizontal ci și „adăparea” din apele spectrale ale fântânilor. | — Emil Moldovan |